# Emma Georgeová
Emma Georgeová (* 1. listopadu 1974 Beechworth, Victoria) je bývalá australská atletka, tyčkařka, někdejší držitelka světových rekordů a halová vicemistryně světa z roku 1997.

## Kariéra
V letech 1995 – 1999 postupně vytvořila dvanáct světových rekordů ve skoku o tyči. Nejvýše skočila 20. února 1999 v Sydney, kde překonala 460 cm. Později ji o rekord připravila americká tyčkařka Stacy Dragilaová. V roce 1997 vybojovala na halovém MS v Paříži, kde se konala ženská tyčka poprvé v historii šampionátu výkonem 435 cm stříbrnou medaili.
V témže roce získala zlatou medaili na světové letní univerziádě v Sicílii. Zlato vybojovala také na hrách Commonwealthu 1998 v Kuala Lumpuru. V roce 1999 skončila šestá na halovém MS v japonském Maebaši, kde ji o bronzovou medaili připravil jen horší technický zápis na výšce 435 cm. Na mistrovství světa v Seville obsadila výkonem 415 cm 14. místo. Na letních olympijských hrách 2000 v Sydney, kde měla ženská tyčka premiéru skončila v kvalifikaci, když překonala 425 cm.

## Přehled vývoje světového rekordu
- 4,25 m – 30. listopad 1995, Melbourne, Austrálie
- 4,28 m – 17. prosinec 1995, Perth, Austrálie
- 4,30 m – 28. leden 1996, Perth, Austrálie
- 4,41 m – 28. leden 1996, Perth, Austrálie
- 4,42 m – 29. červen 1996, Reims, Francie
- 4,45 m – 14. červenec 1996, Sapporo, Japonsko
- 4,50 m – 8. únor 1997, Melbourne, Austrálie
- 4,55 m – 20. únor 1997, Melbourne, Austrálie
- 4,57 m – 20. únor 1998, Auckland, Nový Zéland
- 4,58 m – 14. březen 1998, Melbourne, Austrálie
- 4,59 m – 21. březen 1998, Brisbane, Austrálie
- 4,60 m – 20. únor 1999, Sydney, Austrálie